# Sant'Anna Metterza
La Madonna col Bambino e sant'Anna (o Sant'Anna Metterza), è un dipinto, tempera su tavola (175x103 cm), di Masaccio e Masolino da Panicale, databile al 1424-1425 e conservato nella Galleria degli Uffizi di Firenze. L'opera è un caposaldo degli studi di Masaccio e Masolino ed uno dei dipinti chiave dei primissimi traguardi del Rinascimento fiorentino.

## Storia
La pala è menzionata per la prima volta nella chiesa fiorentina di Sant'Ambrogio, dove Vasari la vide nel 1568 e la assegnò a Masaccio. Verso il 1813 entrò nelle collezioni della Galleria dell'Accademia, per poi passare, nel 1919, agli Uffizi.
Nel 1940 Roberto Longhi avanzò l'ipotesi, già accennata da Crowe e Cavalcaselle, di due mani diverse, assegnando a Masaccio la Madonna, il Bambino e l'angelo reggicortina vestito di verde cangiante in rosso, mentre la sant'Anna e gli altri angeli, dalle forme più convenzionali, furono attribuiti a Masolino. Questa posizione venne poi confermata da altri studiosi ed oggi è quasi unanimemente riconosciuta. La tavola segnerebbe quindi la più antica opera pervenutaci frutto della collaborazione dei due artisti (considerando l'incerta datazione della Pala Colonna), che insieme crearono il capolavoro della Cappella Brancacci.
Si è ipotizzato che il committente possa essere stato un certo Nofri d'Agnolo Buonamici, tessitore di drappi, che aveva il patronato dell'altare di Sant'Anna nella chiesa.

## Descrizione

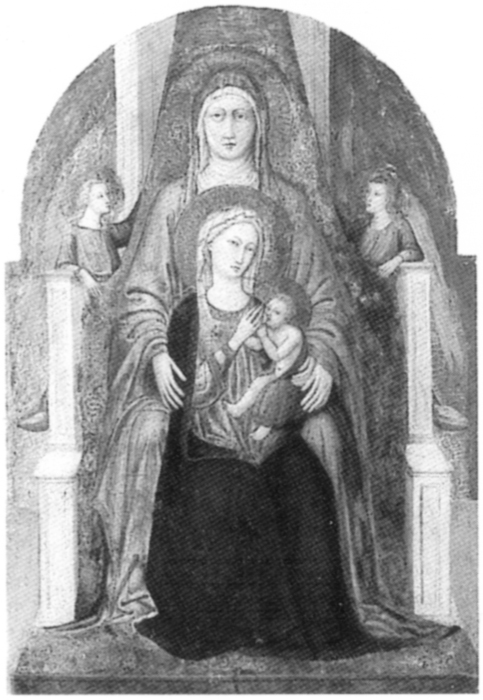
Esempio dell'iconografia tradizionale della metterza: Bicci di Lorenzo, Greenville, Bob Jones University Collection

Il formato dell'opera è inconsueto per l'epoca, poiché mancante di predella, cuspidi e pannelli laterali: alcuni hanno ipotizzato che si tratti del pannello centrale di un polittico già smembrato nel 1568, quando lo vide Vasari, o più probabilmente di una tavola destinata a un grande ciborio devozionale (Timothy Verdon, 1984).
La metterza era una tipologia iconografica dove veniva raffigurata la Madonna col Bambino e sant'Anna "messa a fare da terza" o "medesima terza", cioè dove si evidenziava il rango della santa come terza in ordine di importanza. Si tratta di uno dei modi tradizionali di raffigurare sant'Anna, che a Firenze godeva di particolare devozione dal 1343 quando nella giornata di Sant'Anna (26 luglio) venne scacciato il tirannico Duca d'Atene Gualtieri VI di Brienne.
Tre angeli reggicortina stendono un drappo preziosamente damascato dietro al gruppo sacro, che crea uno sfondo piatto, più moderno del completo sfondo oro, e che crea un piano intermedio, che ha il potere di proiettare verso lo spettatore le figure, facendole risaltare. In basso si trovano poi due angeli spargi-incenso: le figure angeliche seguono ancora proporzioni di tipo gerarchico, essendo molto più piccole delle figure sacre. Il gruppo sacro si trova su un trono, che si può immaginare composto da due gradoni, con in basso una pedana dove si trova un'iscrizione dedicatoria alla Vergine.
L'iconografia prevedeva che fosse risaltata maggiormente la figura di sant'Anna, madre di Maria e nonna di Cristo, la quale deve tenere tra le gambe la Madonna col Bambino, in un gesto protettivo e confidenziale. Sant'Anna ha qui un'aureola più grande e con una mano stende la sua protezione sul piccolo infante. Tuttavia l'uso originalissimo della luce nella Vergine e nel Bambino dipinti da Masaccio ha spostato inesorabilmente il centro focale verso le due figure in primo piano, contraddicendo l'iconografia tradizionale.
Sull'aureola di sant'Anna sono iscritte le parole "Sant'Anna è di Nostra Donna fastigio", mentre su quella della Vergine ed alla base del trono si legge "Ave Maria Gratia Plena Dominus Tecum [Benedicta Tu]" (Luca 1,28).

## Stile

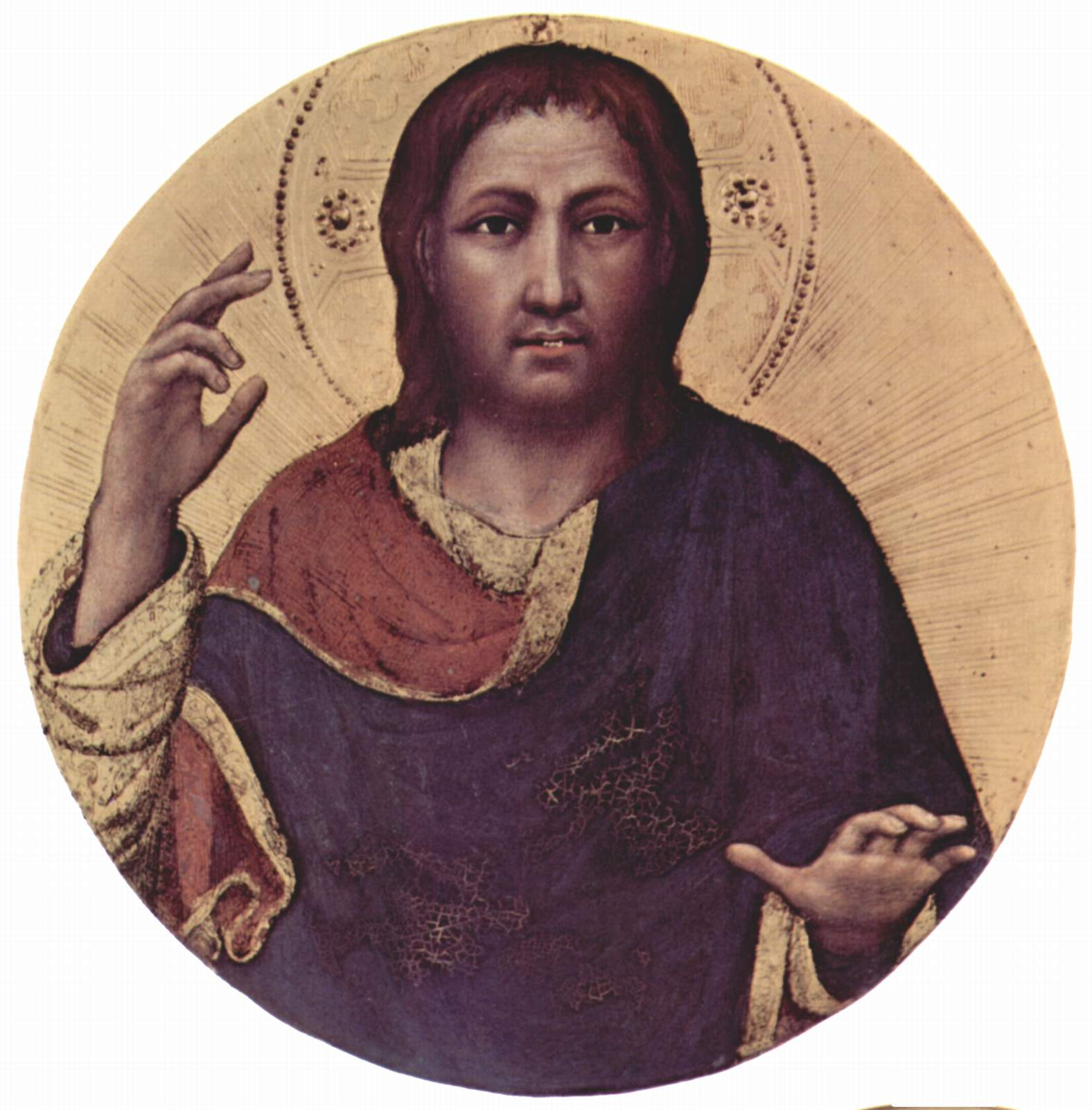
Gentile da Fabriano, tondo del Redentore dallAdorazione dei Magi

La Madonna e il Bambino formano un massiccio gruppo di forma ipoteticamente piramidale, con alla base la linea tra le ginocchia divaricate di Maria e le sue braccia, che abbracciano teneramente ma anche con presa salda, il corpo del Bambino creando un semicerchio. Un'altra piramide è composta poi dal trono fino alla testa di sant'Anna.
La plasticità delle figure della Madonna e del Bambino sono un vero spartiacque tra l'esperienza gotica anteriore e i futuri sviluppi del Rinascimento, dove Masaccio riesce per la prima volta a creare delle figure modellate da un forte chiaroscuro che emergono dal dipinto come se fossero dei rilievi scolpiti, quali solidi blocchi posizionati in uno spazio preciso. Il chiaroscuro ne squadra i volumi e blocca, pietrificandoli, gli energici gesti. Si veda ad esempio la robusta corporatura del bambino, ispirato a un Ercole bambino ancora presente agli Uffizi (con l'interpolazione di un'espressione vivace ispirata alla quotidianità tipica delle opere di Donatello) o l'ovale tridimensionale del volto della Madonna, la cui fisionomia si svincola dalla tradizionale aristocraticità del gotico per creare una ritratto di madre più viva, presa dalla quotidianità e con un modellato che riflette la conoscenza della reale struttura ossea. La sua espressione è concentrata e ferma e sembra sottintendere un pensiero all'ineluttabile destino del figlio che, con un gesto inedito in pittura, regge saldamente con entrambe le mani sulla coscia. Il panneggio del mantello della Vergine è in debito evidente con la Madonna di Ognissanti di Giotto, con la stessa forma e una tecnica simile, confermata da recenti indagini diagnostiche, basata sulla stesura di più strati di pittura a partire dalle ombreggiature, comune peraltro a gran parte della pittura su tavola.
La sant'Anna è invece legata ancora a un linguaggio più medievale, con una luce diffusa più convenzionale e con un panneggio che cura soprattutto la linea delle pieghe, annullando il volume corporeo e rendendola evanescente: la sua veste rossa, più che evidenziare le forme di un corpo, si appiattisce diventando un semplice sfondo alla Madonna, la cui leggera rotazione in tralice conferisce una convincente voluminosità. Interessante è la mano distesa in scorcio, carica di sensibilità, che vari studiosi hanno cercato di attribuire a Masaccio, almeno riguardo all'ideazione. In realtà alcuni errori, ben visibili nella forma del braccio, evidenziano una fattura non del tutto convincente, che viene quasi sicuramente attribuito a Masolino. Il gesto fu ispirato probabilmente a quello del tondo del Redentore nella cuspide centrale dell'Adorazione dei magi di Gentile da Fabriano, autore al quale guardava molto più Masolino che Masaccio.
La luce in Masaccio è molto reale, anche rispetto a epoche precedenti, tanto da arrivare ad oscurare in gran parte il volto del Bambino, altro segno inedito che rompe col passato.
L'angelo di Masaccio si distingue dagli altri per l'asse delle spalle leggermente spostato in scorcio, che crea una maggiore profondità facendolo arretrare. Il suo vestito è come "scolpito" dagli inattesi toni di rosso e verde, dalla "spietata immediatezza".

## Citazioni

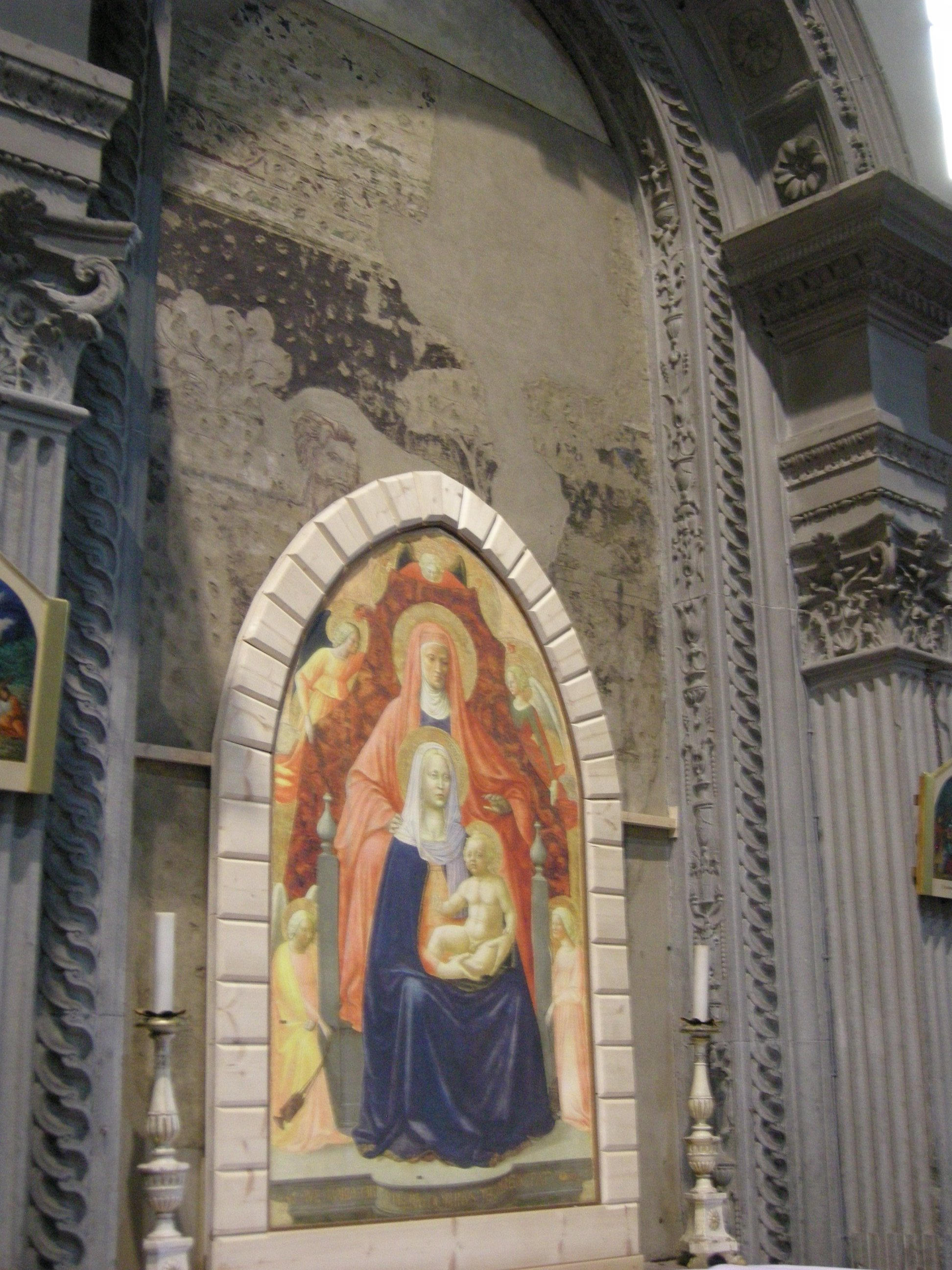
Una copia del dipinto sull'altare originario della chiesa di Sant'Ambrogio

- Il gesto sia solenne che tenero della mano stesa da sant'Anna sulla testa del Bambino per proteggerlo e benedirlo venne ripreso da Leonardo da Vinci, che lo usò in entrambe le versioni della Vergine delle rocce.